# 朱利安·瓦泰勒
朱利安·瓦泰勒（法語：Julien Wartelle，1889年2月26日—1943年8月12日），生于里尔，法国男子竞技体操运动员。他曾获得1920年夏季奥运会体操比赛男子团体全能铜牌。他于1943年在里尔去世。他的弟弟保罗同样也是体操选手。